# Agent territorial spécialisé des écoles maternelles
En France, l'agent territorial spécialisé des écoles maternelles (ATSEM) est un fonctionnaire territorial chargé d'assister les enseignants dans les classes maternelles ou les classes à section enfantine (classes de niveau élémentaire avec un ou plusieurs niveaux de maternelle). Ce cadre d'emplois a été créé en 1989. Il a remplacé celui des agents spécialisés des écoles maternelles (ASEM). Il entre donc dans le cadre du système éducatif français.
L'ATSEM accompagne les enfants au fil de la journée scolaire, voire périscolaire. Il travaille sous une double hiérarchie : fonctionnelle (directeur d'école) et directe (maire). 

## Histoire
Entre fin 2016 et début 2017, des manifestations et grèves des personnels ont été suivies de la publication d'un rapport sur le métier d'ATSEM émis par le Conseil supérieur de la fonction publique territoriale (CSFPT),. Le 27 octobre 2017, un autre rapport est publié par les Inspections générales de l'administration (IGA) et de l’Éducation nationale (IGEN). Le gouvernement français décide alors une réforme du statut des ATSEM. Ceci est officialisé avec le décret n° 2018-152 du 1er mars 2018 portant diverses dispositions statutaires relatives aux agents territoriaux spécialisés des écoles maternelles,.

## Statuts et fonctions
Depuis 2018, les Agents territoriaux spécialisés des écoles maternelles « appartiennent à la communauté éducative », et non plus « participent à la communauté éducative » comme précédemment. La première proposition de changement « font partie de la communauté éducative » n'a pas été retenue dans le dernier décret.
Le nombre de postes attribué d'ATSEM par classe n'est pas fixé par la loi. Toutefois, le code des communes (R.412-127) précise que « toute classe maternelle doit bénéficier de services d'un agent territorial exerçant la « fonction » d'ATSEM ».
Les ATSEM sont engagés par la commune et c'est le maire qui peut, dans les formes réglementaires, nommer et mettre fin aux fonctions de l'ATSEM avec l'avis du directeur de l'école. C'est la mairie qui gère leur administration et leur rémunération, mais ces agents exercent sous l'autorité des directeurs des écoles.
Les agents spécialisés des écoles maternelles sont soumis au rythme du calendrier scolaire ; toutefois, ils peuvent être sollicités pendant les vacances scolaires. Leur temps de travail en présence des enfants varie. Le directeur de l'école organise et est responsable de leur emploi du temps pendant le temps scolaire. 
Depuis la réforme des rythmes scolaires qui a débuté en septembre 2014, les ATSEM s'occupent également bien souvent des TAP (Temps d'accueil périscolaire) et travaillent souvent sur une semaine de 4 ou de 4 jours et demi.
Le métier d'ATSEM est redéfini par le décret n°2018-152 du 1er mars 2018, avec une clarification de ses missions et l'ouverture de perspectives d'évolution dans la fonction publique territoriale.

## Missions
« Les agents spécialisés des écoles maternelles sont chargés de l'assistance au personnel enseignant pour la réception, l'animation et l'hygiène des très jeunes enfants ainsi que de la préparation et la mise en état de la propreté des locaux et du matériel servant directement à ces enfants. » (Article 2 du décret du 28/08/1992)
Depuis 2018, l'ATSEM compte parmi ses missions : l'accueil et l'hygiène des enfants, l'accompagnement des ateliers en classe ; l'entretien des locaux ; la surveillance et l'animation durant les temps périscolaires. Il peut y avoir des missions supplémentaires selon les communes.

## Recrutement
Les ATSEM sont recrutés sur concours ouvert aux détenteurs du CAP « Petite enfance ». 
Depuis 2010, ce sont trois concours de la fonction publique qui permettent le recrutement des ATSEM : le concours de recrutement externe, celui interne et le « troisième concours ».
Le concours de recrutement externe comprend un écrit d'admissibilité (QCM) de 45 min et un oral de 15 min. S'ils sont admis, les ATSEM sont inscrits sur une liste d'aptitude et doivent démarcher eux-mêmes les municipalités pour trouver un poste. Si c'est la mairie qui les emploie, la nomination des agents territoriaux spécialisés des écoles maternelles et la décision de mettre fin à leurs fonctions sont soumises à l'avis préalable (consultatif et facultatif) du directeur de l'école.
Depuis le 8 septembre 2010, sont accessibles deux nouveaux concours afin de devenir ATSEM, en complément du concours externe. Ces deux derniers concours se nomment : le concours interne et le troisième concours. En ce qui concerne le concours interne, celui-ci est adressé aux fonctionnaires ainsi qu’aux agents des collectivités territoriales des établissements publics. Pour passer ce concours, il est obligatoire d’avoir effectué au moins deux ans de travail auprès de jeunes enfants dans le milieu scolaire et maternel. Il ne comporte qu'une épreuve orale d'admission sous forme d'un entretien.
Pour ce qui est du troisième concours, ce dernier est ouvert aux postulants justifiant soit d'une activité professionnelle pendant au moins 4 ans auprès de jeunes enfants, soit  d'un ou plusieurs mandats de membre d'une assemblée élue d'une collectivité territoriale, ou soit d'une activité de responsable d'association (épreuve d'admissibilité et épreuve d'admission).
La réussite à l'un de ces concours ne vaut pas un recrutement immédiat. Les lauréats sont inscrits sur une liste d'aptitude valable sur tout le territoire pour une durée limitée de 3 ans. Ils suivent ensuite un stage d'intégration d'un an et une formation de professionnalisation de trois jours. Ils sont ensuite titularisés, sous réserve que leur stage ait donné satisfaction, par le maire en accord avec le directeur de l'école.
Ils ne peuvent pas choisir dans quelles section ils travailleront, ils sont affectés selon les besoins.
Auparavant, le concours se faisait chaque année mais actuellement les départements l'organisent une année sur deux. Une fois obtenu, il est valable 3 ans, dans n'importe quel département.
Les ATSEM sont agents de la fonction publique territoriale. Ils constituent un cadre d'emploi de la filière sociale de catégorie C (médico-sociale), qui comprend trois grades.
En pratique, les agents travaillant dans les classes maternelles ne sont pas toujours ATSEM de la fonction publique car il peut être difficile de recruter, en particulier dans les zones rurales. Aussi sont-ils souvent agents communaux « faisant fonction » d'ATSEM.

## Compétences
Le binôme ATSEM - enseignant doit s'accorder pour travailler dans de bonnes conditions et efficacement dans l'intérêt de tous. 
L'ATSEM travaille d'après les choix pédagogiques de l'enseignant qui lui laissera plus ou moins d'autonomie dans ses pratiques (lors du travail en groupes d'enfants, ateliers d'arts plastiques, etc.). L'équilibre à trouver est subtil. 
Pour exercer ce métier, il faut avoir des connaissances sur les besoins de l’enfant à partir de 2 ans, savoir assurer sa sécurité physique et affective, son hygiène, à l'école ou lors des déplacements.  
Il faut être de nature réfléchie et responsable, être compréhensif, avoir un comportement assertif, encourager et valoriser les efforts et l'autonomie des élèves, être disponible et réactif, savoir être à l’écoute des enfants, familles et collègues, savoir expliquer et faire respecter les règles de vie, savoir gérer un atelier de travail selon des consignes, être ponctuel, avoir de grandes capacités d'adaptation et être de nature créative, bricoleuse et ingénieuse car l'ATSEM peut être amené à préparer des activités ou des supports pédagogiques à la demande de l'enseignant.  
Des connaissances (gestes, postures, désinfection, temps de pose des produits, etc.) en hygiène des locaux et techniques de  nettoyage (classes, salle de sieste, sanitaires, etc.) sont nécessaires afin d'en assurer l'entretien quotidien et périodiquement approfondi.
De plus, il faut savoir travailler en équipe (avec d'autres ATSEM, enseignants, directeur, animateurs, psychologue scolaire, AESH, etc.) car les intervenants peuvent être nombreux suivant les différents temps de découpage de la journée scolaire et périscolaire auxquels l'ATSEM peut participer ou faire le lien (accueil du matin, temps méridien, accueil du soir, etc.).

## Rémunération
Les ATSEM travaillent souvent à temps partiel.
Une grille indiciaire cadre d'emploi-métier leur est propre.
Les ATSEM peuvent bénéficier durant leur carrière d’une évolution professionnelle caractérisée par un grade supérieur, en catégorie C, C+. Des possibilités vers la catégorie B sont à l'étude.

## Démographie
Fin 2014, la France compte 54 654 ATSEM dans la fonction publique territoriale (soit 3 % de ces travailleurs) ; parmi ceux-ci, 46 962 sont fonctionnaires (soit 85,9 % de la profession) et 7 692 sont contractuels. La majorité des ATSEM sont des femmes (99,6 % d'entre eux). Parmi les personnes ATSEM à cette date, environ un quart a plus de 55 ans.
En 2018, les ATSEM sont environ 55 000 en France.

## ATSEM et assistant maternel
Le terme « assistant maternel », souvent utilisé à tort, désigne officiellement une personne agréée s'occupant d'un ou plusieurs jeunes enfants, à son domicile.

### Sources
- Décret 92-850 (cadre particulier des ATSEM)
- Code des communes (R.412-127)
- Décret 2010-1068 (organisation des concours) d'ATSEM
- Rapport de l'Éducation nationale de juillet 2017 et communiqué de presse du ministre Jean-Michel Blanquer - 27/10/2017